# Стоян Поппетров
Поп Стоян Поппетров е български духовник и революционер, кичевски войвода на Вътрешната македоно-одринска революционна организация.

## Биография
Стоян Поппетров е роден в 1874 година в село Подвис, Кичевско, тогава в Османската империя. Завършва прогимназия в Битоля и в 1895 година става свещеник, а по-късно монах в Кичевския манастир „Света Богородица Пречиста“ под името Софроний. Става член на ВМОРО и по време на Илинденско-Преображенското въстание е войвода в Кичевско. Ранен и пленен от турците, поп Стоян е осъден на 101 година затвор, но в 1904 година успява да избяга от Битолския затвор и действа в нелегалност. След Младотурската революция става игумен на Кичевския манастир.
След като Вардарска Македония попада в Сърбия след Междусъюзническата война протойерей Софроний участва в Охридско-Дебърското въстание и загива в сражение на 27 септември 1913 година край Кичевския манастир.